# ماگومد ماگومایف
ماگومد ماگومایف (به روسی: Магомед Магомаев، آوانگاری: زادهٔ ۱۱ آوریل ۲۰۰۰) کشتی‌گیر آزاد کار روس تبار می‌باشد که در دسته ۷۹- کیلوگرم به رقابت می‌پردازد.
از افتخارات وی می‌توان به کسب مدال نقره در قهرمانی کشتی جهان ۲۰۲۴ اشاره کرد.

## سابقه ورزشی
ماگومایف دو قهرمانی در مسابقات کشتی زیر ۲۳ سال جهان در سال‌های ۲۰۲۱ و ۲۰۲۳ به دست آورده است. او در سال ۲۰۲۲ در مسابقات قهرمانی روسیه در وزن ۷۹ کیلوگرم شرکت کرد و در فینال به ملیک شاویف باخت. اما ماگومایف بار دیگر در سال ۲۰۲۴ به فینال این مسابقات رسید و با پیروزی بر گادجی مراد علیخمائف به قهرمانی این وزن دست یافت.

ماگومایف اولین مدال بین قاره ای خود در رده بزرگسالان را در  مسابقات قهرمانی جهان در سال ۲۰۲۴ به دست آورد؛ او در فینال این رقابتها مغلوب آوتاندیل کنتچادزه شد. 

### قهرمانی کشتی زیر ۲۳ سال جهان ۲۰۲۱
ماگومایف در وزن ۷۹ کیلوگرم کشتی آزاد مسابقات قهرمانی کشتی زیر ۲۳ سال جهان ۲۰۲۱ که در بلگراد برگزار می‌شد حاضر بود که در دور یک چهارم مسابقات توانست علی سوادکوهی از ایران را با نتیجه ۷ بر ۰ شکست دهد و به دور بعدی صعود کند. ماگومایف در فینال رمضان ساری از ترکیه را شکست داد و به اولین قهرمانی خود در این رده سنی دست یافت. 

### قهرمانی کشتی زیر ۲۳ سال جهان ۲۰۲۳
ماگومایف در وزن ۷۹ کیلوگرم کشتی آزاد مسابقات قهرمانی کشتی زیر ۲۳ سال جهان ۲۰۲۳ که در تیرانا برگزار شد حضور پیدا کرد. او در دور یک هشتم نهایی، ولادیمیر گامکرلیدزه از گرجستان که در همان سال به فینال مسابقات قهرمانی کشتی جهان ۲۰۲۳ رسیده بود را شکست داد و به دور بعد صعود کرد.  ماگومایف در فینال اشرف اشیروف از آذربایجان را شکست داد و به قهرمانی این مسابقات دست یافت. 

### کشتی قهرمانی جهان ۲۰۲۴
ماگومایف در وزن ۷۹ کیلوگرم کشتی آزاد قهرمانی جهان ۲۰۲۴ که در تیرانا برگزار شد حضور پیدا کرد. او پس از شکست دادن اولونبایرین سولدخو از مغولستان، اورخان عباسوف از آذربایجان و شین جونز از پورتوریکو به فینال این رقابت ها رسید. او در دیدار پایانی ۱۳-۴ مغلوب آوتاندیل کنتچادزه از گرجستان شد و به مدال نقره دست یافت.